# Gara Mireșu Mare
Gara Mireșu Mare este o stație de cale ferată care deservește Mireșu Mare, județul Maramureș, România, situată pe Magistrala CFR 400.

## Istoric

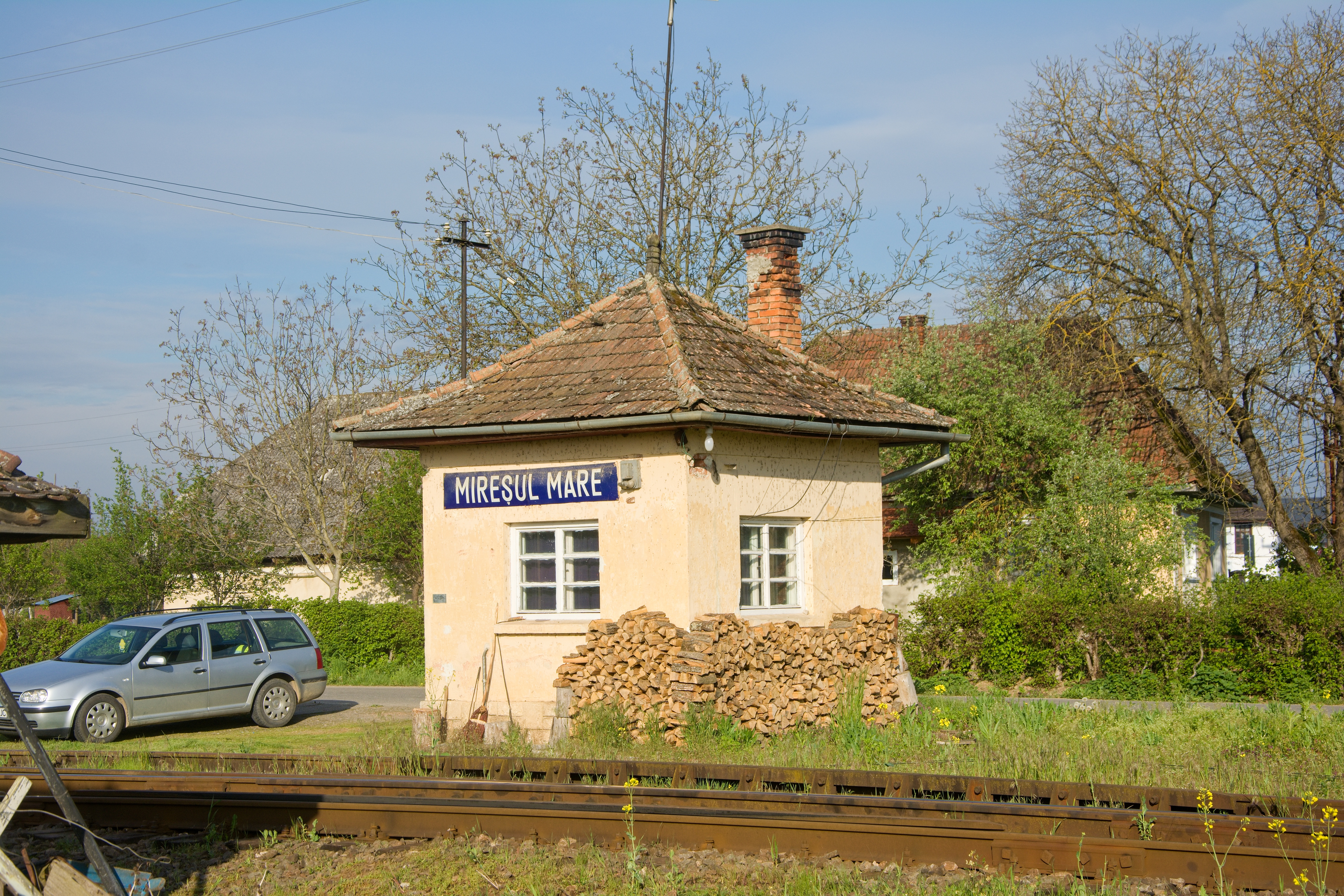

Comuna Mireșu Mare și satul Mireșu Mare au fost legate la rețeaua de cale ferată în 1889, odată cu inaugurarea liniei de cale ferată Jibou – Baia Mare. Calea ferată Jibou–Baia Mare face parte din Magistrala CFR 400 și are o lungime de 58 km. A fost construită ca o legătură feroviară între două linii deja existente: linie deschisă în 1884 de la Satu Mare către Baia Mare și linia pusă în funcțiune în 1890 de la Dej (în maghiară Dés) către Zalău (în maghiară Zilah). S-a proiectat o legătură feroviară de la Jibou (în maghiară Zsibó) către Baia Mare, care să lege cele două căi ferate mai vechi. Lucrările de construcție începute în 1897, au fost executate de „Societatea anonimă a căilor ferate Valea Someșului” (în maghiară "Szamosvölgyi vasut részvénytársaság", în germană "Szamosthaler Eisenbahn ActienGesellschaft"), și s-au finalizat în 1899.

## Gara
Gara Mireșu Mare este situată în satul Mireșu Mare din comuna cu același nume, amplasată pe secția interoperabilă Deda – Dej Triaj – Jibou – Baia Mare – Satu Mare, la kilometrul 26+140 față de stația Baia Mare, respectiv la kilometrul 32+700 față de stația Jibou. Stația este dotată cu instalație de centralizare electromecanică CEM.
Calea ferată asigură legătura comunei Mireșu Mare pe Magistrala 400 spre Baia Mare și Jibou pentru transportul feroviar de călători și marfă. Prin gara Mireșu Mare trec zilnic trenuri InterRegio (IR), InterRegioNight (IRN), Regio (R) și Regio-Expres (R-E) ale operatorilor CFR Călători și InterRegional Călători.

## Distanțe față de alte gări din România și Europa

### Distanțe față de alte gări din România
- Mireșu Mare și Baia Mare - 26 km
- Mireșu Mare și București Nord (via Cluj-Napoca) - 663 km
- Mireșu Mare și București Nord (via Deda) - 598 km
- Mireșu Mare și Cluj-Napoca - 168 km
- Mireșu Mare și Dej Călători - 108 km
- Mireșu Mare și Jibou - 33 km
- Mireșu Mare și Satu Mare - 86 km
- Mireșu Mare și Zalău Nord - 55 km

### Distanțe față de alte gări din Europa
- Mireșu Mare și  Keleti Budapesta (via Arad) - 593 km
- Mireșu Mare și  Hauptbahnhof Viena (via Arad) - 855 km